# Amplificateur différentiel
Pour les articles homonymes, voir Amplificateur.
Un amplificateur différentiel est un amplificateur électronique dont le signal de sortie est proportionnel à la différence entre deux signaux d'entrée.
C'est un comparateur linéaire et à courant continu (sa bande passante s'étend jusqu'à zéro).

## Paire différentielle

Topologie d'un montage différentiel

La structure de base d'un amplificateur différentiel comporte deux composants actifs identiques, dont la partie commune à l'entrée et la sortie est reliée à un élément à courant constant. Si le courant qui traverse une des branches augmente, l'autre doit nécessairement diminuer. La sortie se trouve ainsi différentielle, et, par répercussion, l'entrée.
On dit flottante ou symétrique une sortie prise entre les deux branches, et référencée ou asymétrique une sortie prise entre une branche et la masse (Neffati 2006).
La sortie de chaque branche est inverseuse par rapport à l'entrée de la même branche.
Plus le courant passant dans la branche commune est indépendant des conditions de charge des branches différentielles, et moins la tension commune aux entrées a d'influence. Une résistance peut remplacer le régulateur de courant, mais elle contribue à la transconductance en mode commun.

## Montage différentiel d'un amplificateur opérationnel

Amplificateur opérationnel en montage différentiel

Les amplificateurs différentiels se trouvent presque toujours dans un circuit intégré appelé amplificateur opérationnel. On appelle montage différentiel de ce composant celui dans lequel on exploite cette propriété, par opposition à ceux où on se sert de l'entrée inverseuse pour la contre-réaction qui limite l'amplification d'un signal unique.
Les composants extérieurs contrôlent le gain et déterminent l'impédance d'entrée.

## Caractéristiques
En plus des caractéristiques usuelles des amplificateurs — impédances d'entrée et de sortie, gain, linéarité, etc., l'amplificateur différentiel a des propriétés liées à sa fonction de comparaison de deux signaux.

### Taux de rejection du mode commun
Le taux de réjection du mode commun exprime la capacité de l'amplificateur différentiel à remplir sa fonction, c'est-à-dire que le signal de sortie ne varie que selon la différence entre les signaux d'entrée, quelles que soient leur somme. Dans un montage comprenant un circuit amplificateur différentiel et des composants qui en fixent le gain et la bande passante, un bon taux de rejection du mode commun impose l'équilibrage des impédances d'entrées du circuit, faute de quoi elles transforment le mode commun en signal de différence. Lorsqu'on recherche des taux élevés, cet équilibrage n'est plus possible par la sélection des composants. On a recours à une topologie d'amplificateur de mesure.

### Dérive du zéro
Lorsque les deux entrées reçoivent le même signal, la sortie devrait être exactement à zéro. Cette condition est susceptible de varier avec la température. Des circuits intégrés proposent une broche de réglage pour le zéro, d'autres une correction automatique de la dérive, profitant du fait que l'ensemble des composants intégrés sont à la même température.

## Usage
L'amplificateur différentiel est l'organe essentiel de l'asservissement en automatique. Il compare une consigne à une mesure pour piloter le système asservi par une tension proportionnelle à leur écart relatif.
Un amplificateur différentiel dont l'entrée non inverseuse est reliée à la sortie par une résistance et à la tension  de référence par une autre constitue un comparateur inverseur à hystérésis dit bascule de Schmitt ou trigger de Schmitt. C'est un circuit d'interface analogique-logique : la sortie est toujours saturée (Neffati 2006, p. 278). Ce montage sert en asservissement, lorsque l'appareil à commander fonctionne en tout ou rien, et en électronique logique, pour la mise en forme d'un signal.
L'amplificateur différentiel sert, tant en entrée qu'en sortie, pour la transmission en signalisation différentielle sur une ligne symétrique.